# Hilal al-Sabi'
Abū'l-Ḥusayn Hilāl b. Muḥassin b. Ibrahīm al-Ṣābi', in arabo ابو حسين هلال بن محسن بن ابراهيم الصابئ‎? (969/358 h. – 1056/448 h.), è stato uno storico, burocrate, e scrittore in lingua araba.
Nato in una famiglia di burocrati sabei, al-Ṣābi si convertì all'Islam nel 1012 d.C.
Dapprima lavorò per l'emiro buwahide Ṣamṣām al-Dawla,  più tardi divenne il direttore della Cancelleria sotto Fakhr al-Mulk, visir di Bahāʾ al-Dawla.

## Opere
Hilal Al-Sabi' è stato l'autore di numerosi libri, ma non tutti sono sopravvissuti; insieme con la storia, i suoi temi principali erano le questioni burocratiche e di corte. 
- Regole e Regolamenti della corte abbaside (in arabo رسوم دار الخلافة‎?, Rusūm dār al-khilafā), forse il suo libro più famoso, è un manuale per il comportamento e il lavoro alla corte abbaside di Baghdad, nel tardo periodo buwahide; anche se è concepito come un insieme di istruzioni e consigli, il libro contiene numerose statistiche, aneddoti e digressioni storiche.

- Il libro dei Visir (in arabo كتاب الوزراء‎?, Kitab al-wuzara) si occupa dei visir del califfo Al-Muqtadir, solo l'inizio di quest'opera è sopravvissuto.

- Storia di Hilal al-Sabi'  (in arabo تاريخ ابي الحسين هلال بن المحسن بن ابراهيم الصابي‎?, Tarikh Hilal al-Sabi') ne sopravvivono solo frammenti, preziosi perché colmano una lacuna nelle cronache dell'tardo periodo buwahide, fino all'anno 393 h. (1003 A.D.).